# Lac d'Alpnach
Le lac d'Alpnach, (allemand : Alpnachersee) est une branche du lac des Quatre-Cantons.

## Géographie
Le lac d'Alpnach n'est pas un lac séparé, mais une branche du lac des Quatre-Cantons, dans les cantons d'Obwald et de Nidwald. Il mesure environ 3,5 km de long et 1,4 km de large. Le flanc sud du massif du Pilatus borde la rive nord. À l'endroit où le lac d'Alpnach rejoint le lac des Quatre-Cantons un pont  a été construit.

## Activités
Le lac d'Alpnach est un point de rassemblement populaire pour les véliplanchistes et les wakeboarders.

## Sources
- (de) Cet article est partiellement ou en totalité issu de l’article de Wikipédia en allemand intitulé « Alpnachersee » (voir la liste des auteurs).